# Thierry Burkart
Thierry Burkart (Baden, 21 augustus 1975) is een Zwitsers politicus voor de Vrijzinnig-Democratische Partij (FDP/PLR) uit het kanton Aargau. Hij zetelt sinds 2019 in de Kantonsraad.

## Biografie
Thierry Burkart studeerde rechten in Sankt Gallen en Lausanne. Na zijn studies vestigde hij zich als advocaat in zijn geboortestad Baden.
Van 2001 tot 2015 was hij lid van de Grote Raad van Aargau, het kantonnaal parlement.
Bij de parlementsverkiezingen van 2015 geraakte Burkart voor de eerste maal verkozen in de Nationale Raad. Bij de parlementsverkiezingen van 2019 geraakte hij op 24 november 2019 verkozen in de Kantonsraad.
Burkart wordt gesitueerd in de rechtervleugel van zijn partij FDP/PLR.